# Fêtes et jours fériés en Lettonie

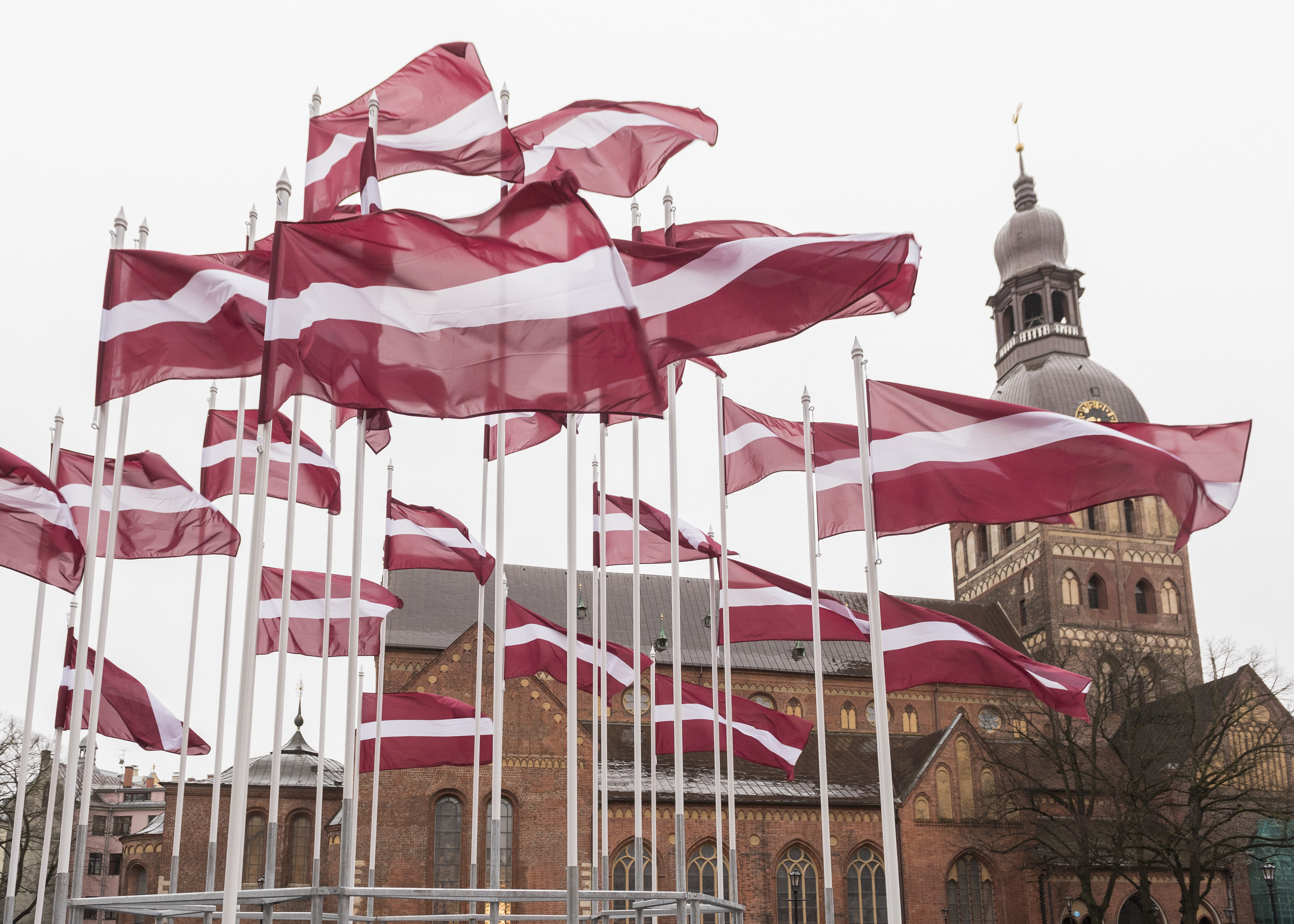
Drapeaux flottants devant la Cathédrale protestante de Riga lors de la Journée Lačplėš, en 2017.

Les fêtes et jours fériés en Lettonie sont déterminés par la loi de la république de Lettonie. 
Comme d'autres pays voisins, la Lettonie a la particularité de compter deux dates d'indépendance. La première obtenue le 18 novembre 1918, à la fin de la Première Guerre mondiale occupée par les Allemands et la seconde à la suite de l'éclatement du bloc URSS le 4 mai 1990.
Les Lettons possèdent un riche héritage du folklore traditionnel, en particulier des chansons folkloriques, ou Dainas. Ils sont traditionnellement chantées lors de toute fête populaire comme le Festival national letton des chants et de danses ou la célébration du solstice d'été Līgo svētki.

## Jours fériés
| Date        | Nom français                                                | Nom local                                          | Notes |
| ----------- | ----------------------------------------------------------- | -------------------------------------------------- | --- |
| 1er janvier | Jour de l'an                                                | Jaunais Gads                                       | |
| Date mobile | Vendredi saint                                              | Lielā Piektdiena                                   | Vendredi saint se dit lielā piektdiena : « le grand vendredi » |
| Date mobile | Lundi de Pâques                                             | Otrās Lieldienas                                   | Pâques se dit Lieldienas : « les grands jours » |
| 1 mai       | Fête du Travail                                             | Darba svētki                                       | La convocation de l'assemblée constitutionnelle en 1920 tombe également le 1er mai et est également célébrée ce jour-là.                                                        |
| 4 mai       | Journée de la restauration de l'indépendance de la Lettonie | Latvijas Republikas Neatkarības atjaunošanas diena | Le 4 mai 1990, la Lettonie proclame son indépendance de l'URSS et la restauration de la république de Lettonie. Si le jour est un week-end, le lundi suivant est un jour férié. |
| 23 juin     | Midsummer                                                   | Līgo diena                                         | |
| 24 juin     | Fête de la Saint-Jean                                       | Jāņi                                               | |
| 18 novembre | Fête de l'Indépendance                                      | Latvijas Republikas proklamēšanas diena            | L'indépendance de la Lettonie a été proclamée ce jour-là en 1918. Si c'est un week-end, le lundi suivant est un jour férié.                                                     |
| 24 décembre | Réveillon de Noël                                           | Ziemassvētku vakars                                | C'est à ce moment-là que les cadeaux sont traditionnellement échangés. Les enfants doivent généralement offrir un poème ou une chanson pour recevoir leur cadeau.               |
| 25 décembre | Noël                                                        | Ziemassvētki                                       | |
| 26 décembre | Deuxième Noël                                               | Otrie Ziemassvētki                                 | |
| 31 décembre | Réveillon de la Saint-Sylvestre                             | Vecgada vakars                                     | |

## Autres célébrations et jours commémoratifs

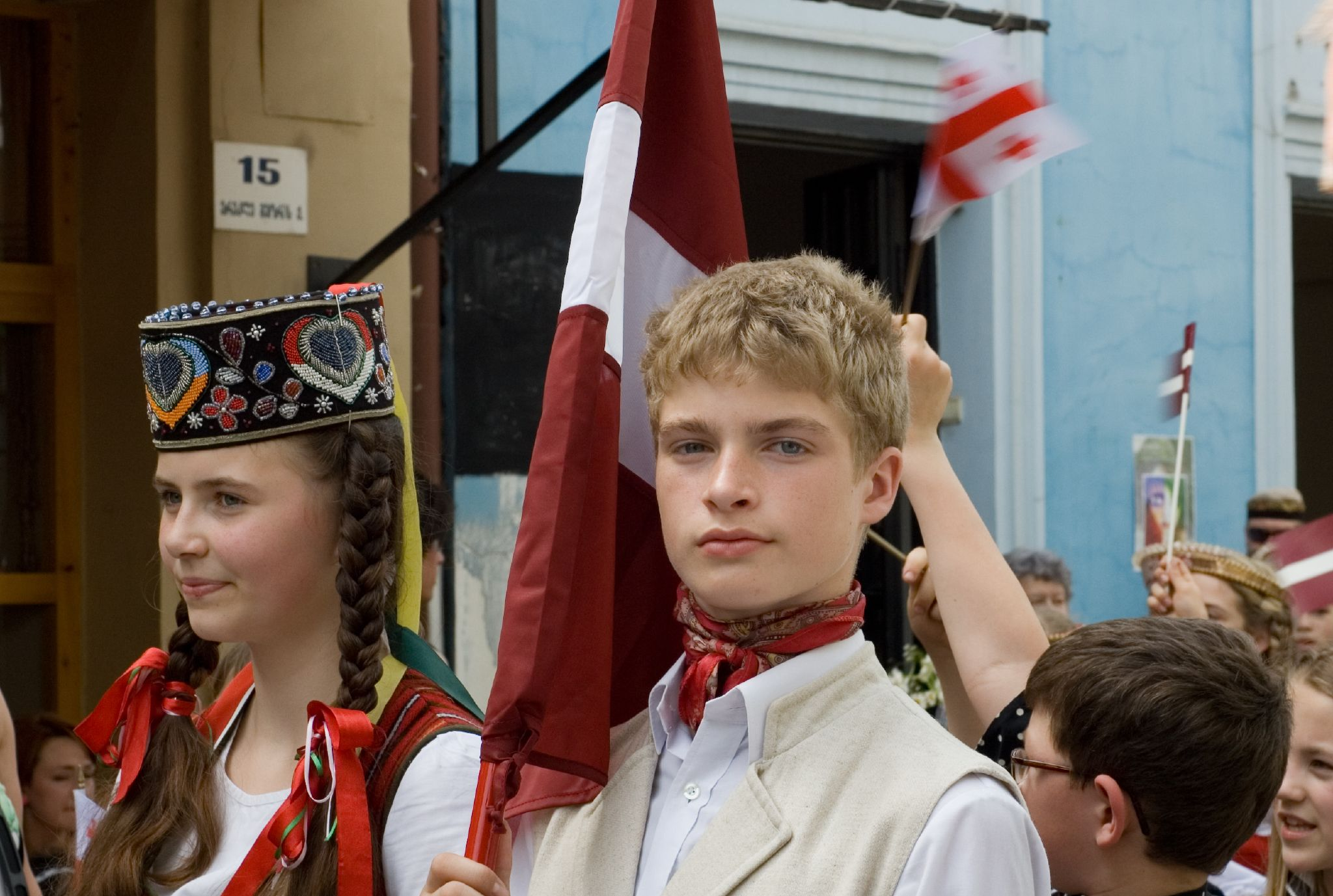
Jeunes lettons en costumes traditionnels folkoriques.

Défilé militaire le 4 mai 2019.

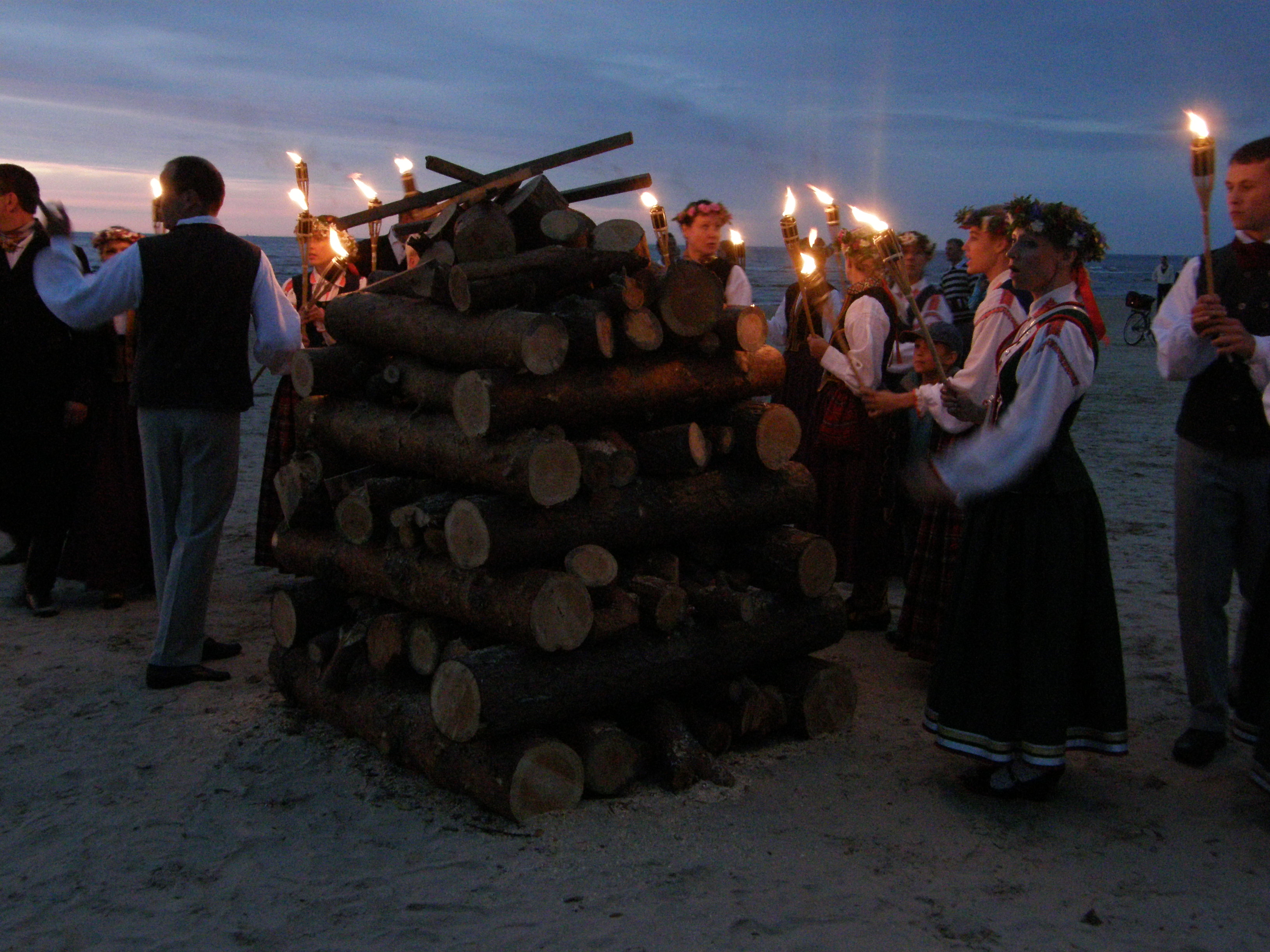
Lettons célébrans Jāņi, pendant le solstice d'été.

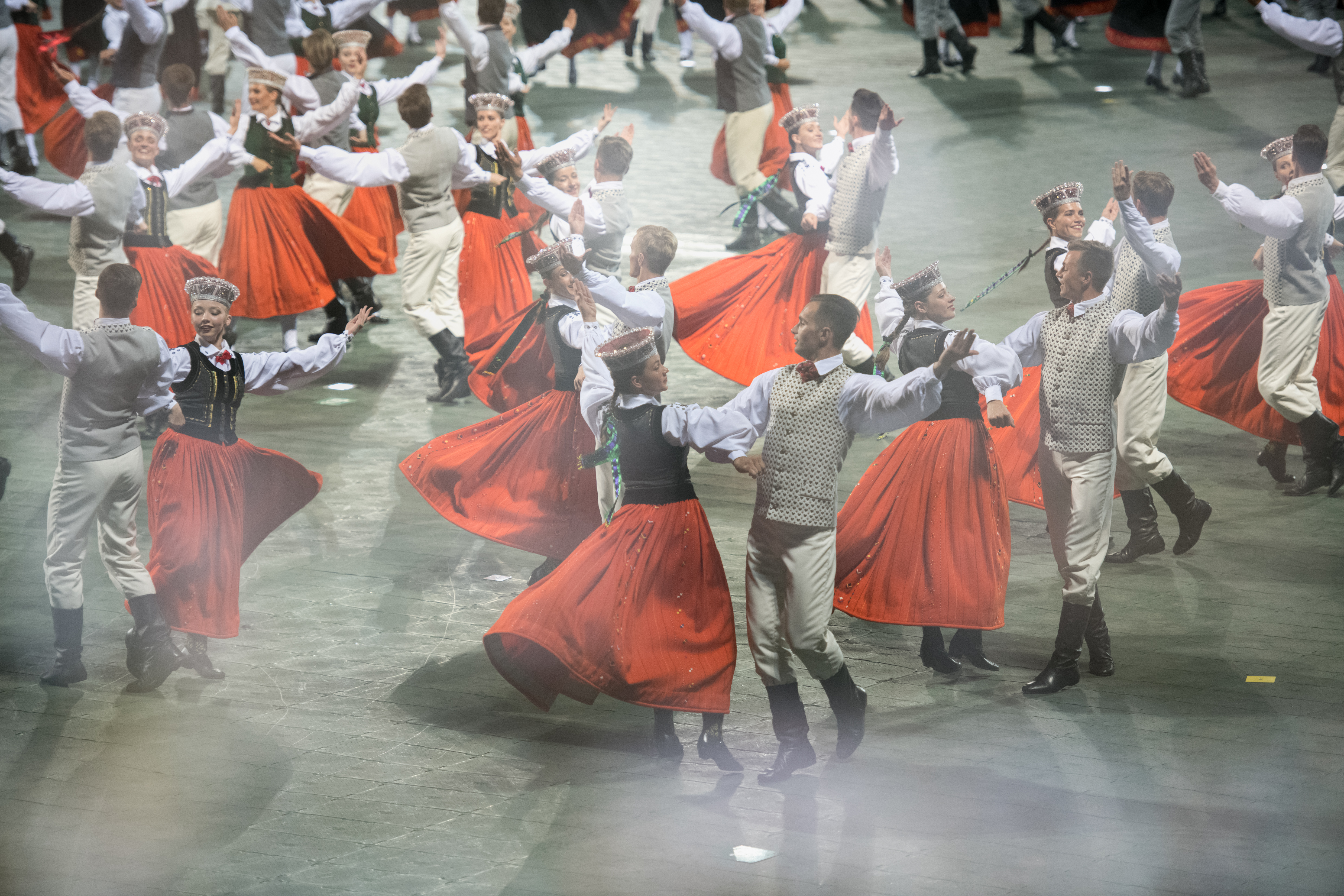
Représentation dans le cadre du Festival national letton des chants et de danses, en 2018.

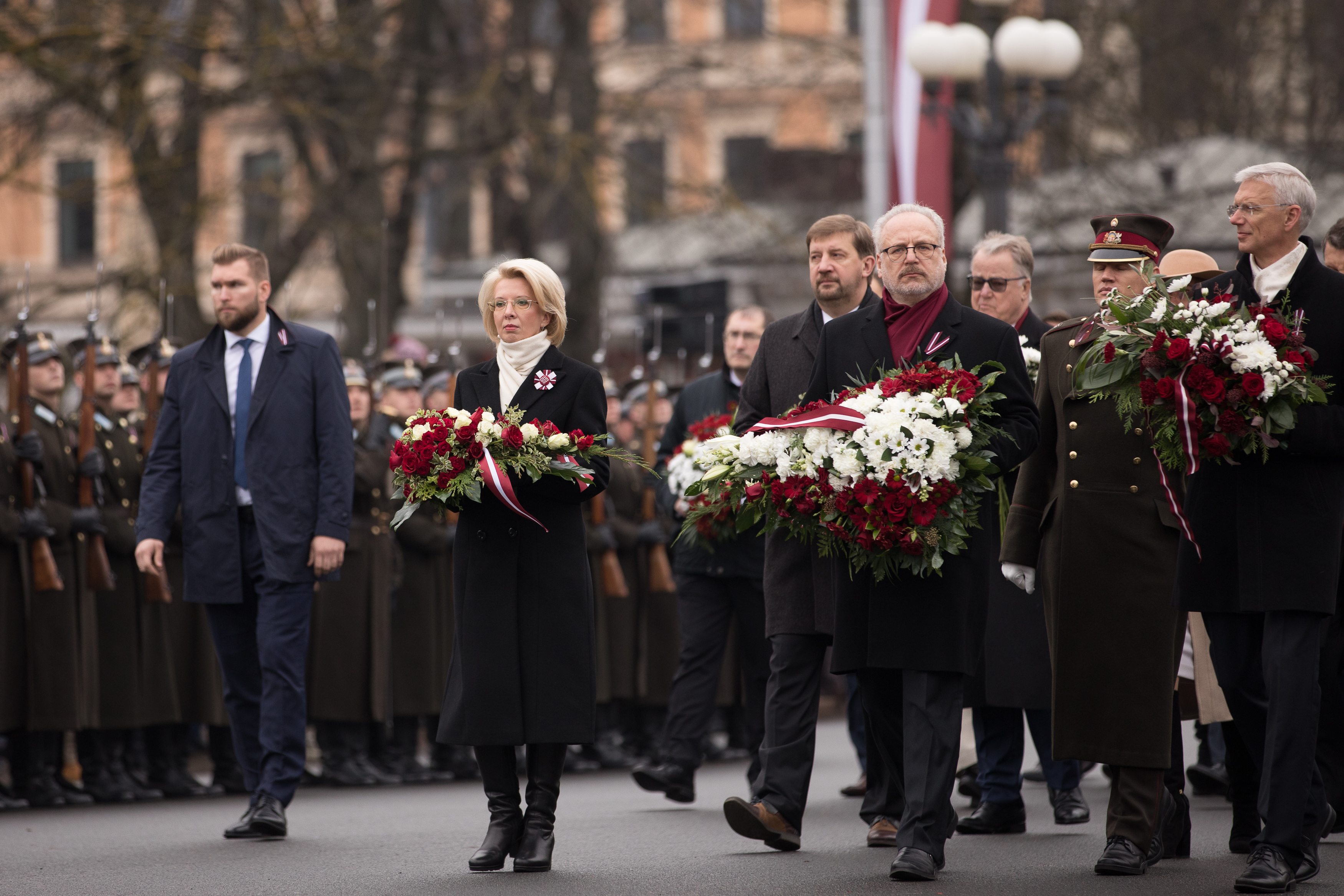
Dépôt de fleurs au Monument de la Liberté le 18 novembre 2019. Au premier rang en partant de la gauche : Ināra Mūrniece, Egils Levits et Arturs Krišjānis Kariņš.

- 20 janvier : le jour du souvenir des défenseurs des barricades de 1991 à partir de 1997[1]. Le 20 janvier 1991, OMON et d'autres forces spéciales militaires soviétiques ont occupé le ministère de l'Intérieur de la république de Lettonie, provoquant une fusillade dans le centre de Riga au cours de laquelle plusieurs personnes sont mortes.
- 26 janvier - jour de la reconnaissance internationale de la république de Lettonie à partir de 1995[2]. Le 26 janvier 1921, le Conseil suprême des Alliés  a reconnu de jure la république de Lettonie comme État souverain.
- 2 mars - jour du souvenir de la résistance armée des partisans nationaux. Le 2 mars 1945, la plus grande bataille de l'histoire de la guerre nationale partisane lettone a eu lieu sur l'île du marais de Stompaku.
- 8 mars - Journée internationale de la femme à partir de 2007[3].
- 16 mars – Journée du Légionnaire
- 17 mars – Journée commémorative du Mouvement de Résistance Nationale.
- 25 mars – Journée commémorative des victimes du génocide communiste. Le 25 mars 1949 a eu lieu la plus grande déportation de résidents lettons vers la Sibérie et d'autres régions reculées de l'URSS.
- 27 avril – Journée du congrès de Latgale . Le 27 avril 1917, le Congrès letton de Latgale a décidé que Latgale devrait s'unir au reste des comtés du futur État letton en un seul pays.
- 2ème dimanche de mai - Fête des Mères.
- 8 mai - Journée de la destruction du nazisme et Journée du souvenir des victimes de la Seconde Guerre mondiale[4].
- 9 mai - Journée de l'Europe à partir de 1997[5].
- 15 mai - Journée internationale de la famille à partir de 2007[3].
- Pentecôte à partir de 1995[2]. Célébrée 50 jours après Pâques le dimanche et le lundi.
- 1er juin - Journée internationale de l'enfance à partir de 2007[3].
- 14 juin – Journée de commémoration des victimes du génocide communiste. Dans la nuit du 13 au 14 juin 1941, la déportation des résidents lettons vers les camps pénitentiaires et les camps de travaux forcés de l'URSS a eu lieu, à la suite de laquelle beaucoup d'entre eux sont morts de faim, de maladie et de travail inhumain.
- 17 juin - jour de l'occupation de la république de Lettonie à partir de 2000[6]. Le 17 juin 1940, après avoir soumis des ultimatums au gouvernement letton, elle fut occupée par les troupes de l'URSS.
- 22 juin - Jour du souvenir des héros (Jour du souvenir de la bataille de Cēsis) depuis 1995[2]. Le 22 juin 1919, lors de la bataille de Wenden, l'armée de la république d'Estonie et la brigade de Lettonie du Nord ont vaincu les troupes du Landesvær baltique et la division de fer allemande.
- 4 juillet - Journée de commémoration des victimes du génocide du peuple juif. Le 4 juillet 1941, lors de l'holocauste juif européen, la synagogue de Riga a été incendiée avec les personnes qui y étaient emprisonnées.
- Le deuxième samedi de juillet - Fête maritime à partir de 2007[3].
- 11 août - jour du souvenir des combattants de la liberté lettons de 1995. Le 11 août 1920, le traité de Riga est signé, dans lequel « la Russie a reconnu sans condition l'indépendance, l'autonomie et la souveraineté de l'État letton et a renoncé volontairement et pour toujours à tous les droits souverains qui appartenaient à la Russie à l'égard du peuple et terre de Lettonie. ».
- 21 août - jour de l'adoption de la loi constitutionnelle « Sur le statut d'État de la république de Lettonie » et du rétablissement de l'indépendance effective de la république de Lettonie à partir de 2002[7]. Le 21 août 1991, le Conseil suprême de la république de Lettonie a adopté la loi « Sur le statut de la république de Lettonie ». L’indépendance de la république de Lettonie a ainsi été restaurée de facto.
- 23 août - Journée du souvenir des victimes du stalinisme et du nazisme[8]. Le 23 août 1939, l'Allemagne et l'URSS ont signé un pacte de non-agression (Pacte germano-soviétique), accompagné d'un protocole secret sur la division de l'Europe de l'Est en zones d'intérêt pour ces pays. Selon cet accord, la Lettonie, l'Estonie et la Finlande, et plus tard également la Lituanie, passèrent sous l'influence de l'URSS.
- 1er septembre - Journée de la connaissance à partir de 2002[7].
- Deuxième dimanche de septembre - Fête des Pères. La fête des pères a été introduite en Lettonie en 2008.
- 6 septembre : Jour de la reconnaissance par Moscou de la république de Lettonie en 1991.
- 22 septembre - Journée de l'Unité des Baltes à partir de 2000[6]. Le 22 septembre 1236 a eu lieu la Bataille du Soleil, au cours de laquelle les Samogitiens et Sémigaliens ont vaincu l'Ordre des Chevaliers Porte-Glaive.
- 15 octobre - Journée nationale de la langue. Le 15 octobre 1998, la Saeima a confirmé à l'article 4 de la Constitution que le letton est la langue officielle de la république de Lettonie.
- Le premier dimanche d'octobre - Fête des enseignants à partir de 2007[3].
- 10 novembre : Mārtiņi (Saint-Martin) qui marque le début de l'hiver et la fin de la saison laborieuse
- 11 novembre - Journée Lačplėš. Le 11 novembre 1919, lors de la Bermontiade, l'armée lettone bat à Riga les troupes de la Garde blanche allemande et russe dirigées par Pavel Bermondt-Avalov.
- 21 novembre - le jour du souvenir de la tragédie du 21 novembre 2013.. Le 21 novembre 2013, le supermarché Maxima s'est effondré à Riga, faisant 54 morts. Il s'agit du plus grand accident, en termes de nombre de morts, de l'histoire de la Lettonie restaurée.
- Dimanche 1er décembre – Jour de commémoration des victimes du génocide du régime communiste totalitaire dirigé contre le peuple letton[9].